# イモリ属
イモリ属（イモリぞく、Cynops）は、両生綱有尾目イモリ科に含まれる属。別名トウヨウイモリ属。

## 分布
中華人民共和国、日本

## 形態
胴体は短い。尾は側扁する。背面の体色は暗褐色で、腹面の体色は赤や橙色。前肢は4本指、後肢は5本指。
舌は円形で、舌側面は口床に癒合しない。四肢は長い。指趾も長いが、指趾の間に水かきはない。
卵は楕円形。幼生は発生初期に平衡器官（バランサー）がある。オスは総排泄腔の周囲が隆起する。繁殖期のオスは総排泄腔の周囲が隆起が顕著で、尾側面に婚姻色が入る。

## 分類
分子解析から本属に日本産の種のみ残し、中華人民共和国産の種を別属Hypselotritonに分割する説もある。一方でHypselotriton属の模式種ユンナンイモリは絶滅種で分子解析が行われていないこと、Hypselotriton属内にPingia亜属を設けているがその根拠が分布と1980年代に行われた簡易的な形態比較に基づくこと、Pingia亜属内にフトイモリ属の別種キメアラフトイモリを含むことから2013年現在ではこの分類の根拠は薄いとされる。
以下の分類はAmphibiaWebおよび（西川, 2013）に従い、和名は（西川, 2013）に従う。
- Cynops chenggongensis チェンコンイモリ（絶滅種？）
- Cynops cyanurus アオイモリ
- Cynops ensicauda シリケンイモリ
- Cynops fudingensis フーディンイモリ
- Cynops glaucus ウーファイイモリ
- Cynops orientalis チュウゴクイモリ
- Cynops orphicus クァントンイモリ
- Cynops pyrrhogaster アカハライモリ
- Cynops wolterstorffi ユンナンイモリ（絶滅種）

## 人間との関係
水棲傾向が強く住宅や農耕地の周辺にも生息するため、開発や汚染の影響を受けやすいと考えられている。チェンコンイモリ（呈貢県水塘地区）は1982年の3-4月の2日間に329匹の採集例があるのみで、ユンナンイモリ（滇池周辺）は1984年以降の発見例がないことから絶滅したと考えられている。ウーファイイモリ（広東省蓮花山）、クァントンイモリ（広東省と福建省の3か所）、フーディンイモリ（福建省太姥山）の分布域は限定的で絶滅の危険が高いと考えられている。